# Comportamenti di superficie dei cetacei
I cetacei compiono una serie di comportamenti di superficie, che includono salti e acrobazie, il cui significato non è ancora del tutto chiaro. Si pensa che questi comportamenti possano servire per comunicare, per liberarsi dai parassiti o semplicemente per giocare.

## Breaching

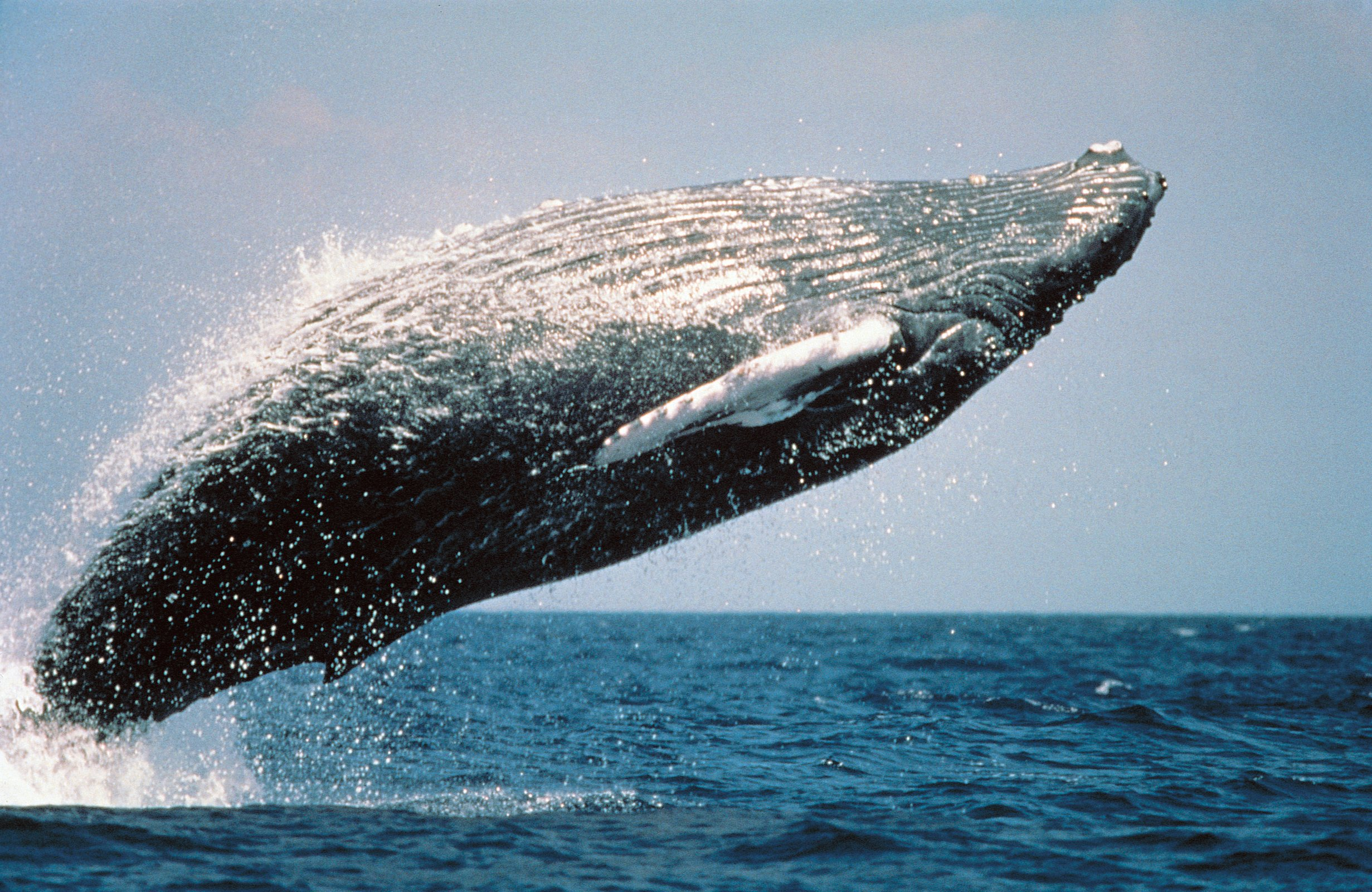
Breaching di Megaptera novaeangliae

Il breaching è un comportamento di balene, delfini, alcune focene e alcuni squali che a volte si lanciano in aria con la testa in avanti ricadendo in acqua con un tuffo.
Questo comportamento è indubbiamente l'attività più spettacolare che essi compiono in superficie e in molti casi è l'unico modo di vedere l'animale intero. 
Il breaching è stato osservato almeno qualche volta in quasi tutte le specie. I cetacei più piccoli fanno salti molto alti e spesso compiono capriole complete e avvitamenti prima di rientrare in acqua. I grandi cetacei in genere emergono almeno con due terzi del corpo e la loro evoluzione termina ricadendo sulla pancia oppure di lato o sul dorso. 
Alcuni eseguono anche lo head slapping, simile al breaching, ma in cui sollevano solo la testa e la parte anteriore del corpo. Molte specie ripetono il breaching più volte in sequenza e spesso un individuo viene imitato da altri. Le megattere sono state viste fare anche più di 200 di queste evoluzioni di seguito sia nelle zone di alimentazione che in quelle riproduttive; si tratta di un'impresa notevole, considerando che una megattera di media taglia pesa circa come 400 persone.
Il significato del breaching è ancora piuttosto misterioso, ma non mancano numerose possibili spiegazioni: potrebbe trattarsi di una manifestazione di corteggiamento, di una segnalazione, di un modo per riunire i pesci o per sbarazzarsi dei parassiti, di una dimostrazione di forza o di sfida, oppure potrebbe trattarsi di semplice divertimento. Probabilmente sono valide più di una fra queste interpretazioni.

## Lobtailingeflipperslapping

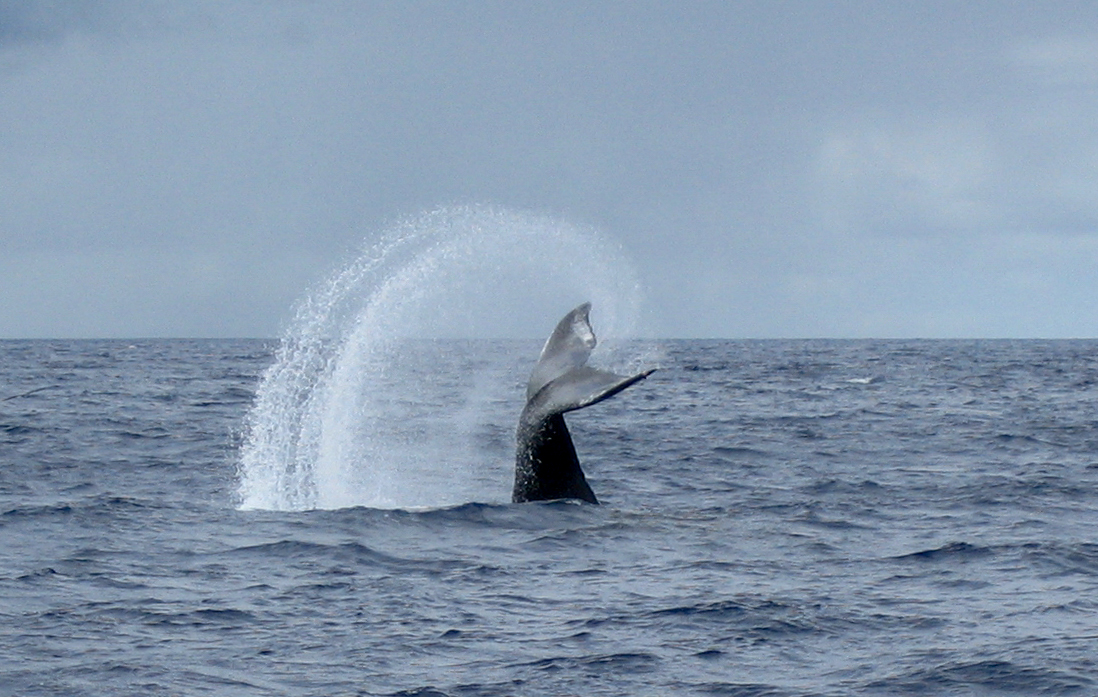
Lobtailing di Megaptera novaeangliae

Il termine lobtailing indica un energico "schiaffo" sull'acqua con la pinna caudale mentre l'animale si trova appena sotto la superficie; l'azione è anche nota come tailslapping e può essere ripetuta più volte di seguito. Un comportamento apparentemente simile è il peduncleslapping o tailbreaching; qui l'animale slancia fuori dall'acqua la parte posteriore del corpo e colpisce lateralmente la superficie oppure un'altra balena. Questo comportamento è simile al breaching, ma qui emerge la coda anziché la parte anteriore; si ritiene che in alcune specie sia una forma di aggressione.
Alcuni Cetacei possono sbattere sulla superficie dell'acqua le pinne pettorali. Questo comportamento, noto come flipperslapping è tipico di quei cetacei, come le megattere, che presentano delle pinne pettorali molto sviluppate.
Questi comportamenti producono dei suoni che possono essere uditi sott'acqua e che quindi possono essere utilizzati dai Cetacei per comunicare gli uni con gli altri.
Le megattere utilizzano il tailslapping anche per stordire le prede e poterle cacciare più facilmente.

## Spyhopping

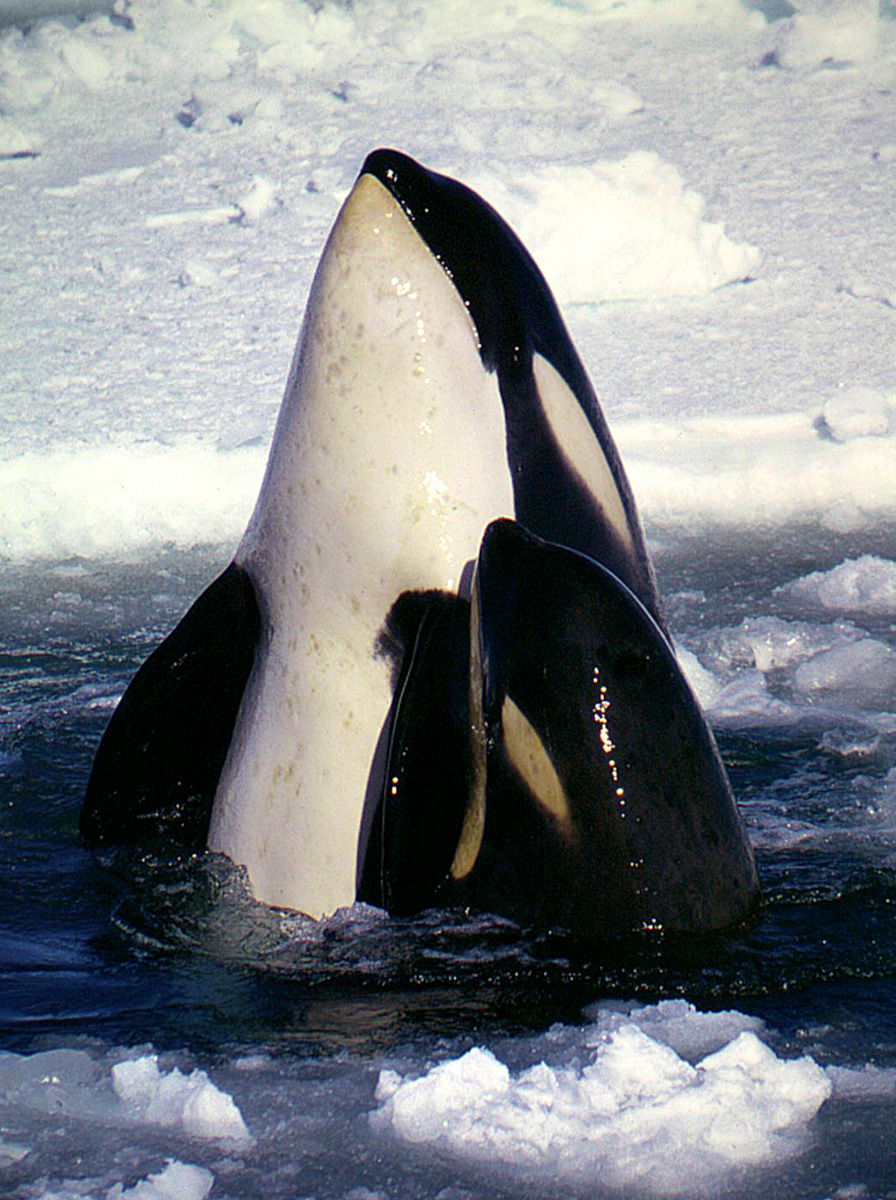
Spyhopping di Orcinus orca con il suo cucciolo

Molte specie di cetacei a volte emergono con la testa, forse per darsi un'occhiata in giro. Le balene grigie, per esempio, emergono lentamente in verticale fino a che gli occhi sono appena visibili, poi a volte si girano descrivendo un piccolo cerchio per poi scomparire di nuovo sott'acqua. Questo comportamento è chiamato spyhopping.

## Logging
Il logging (dall'inglese log, tronco d'albero) è un comportamento, spesso di gruppo, adottato da tali mammiferi per riposarsi; consiste nel galleggiare inerti come una distesa di tronchi d'albero in acqua, tutti rivolti nella stessa direzione.
In particolare è tipico dei globicefali di Gray.

## Porpoising

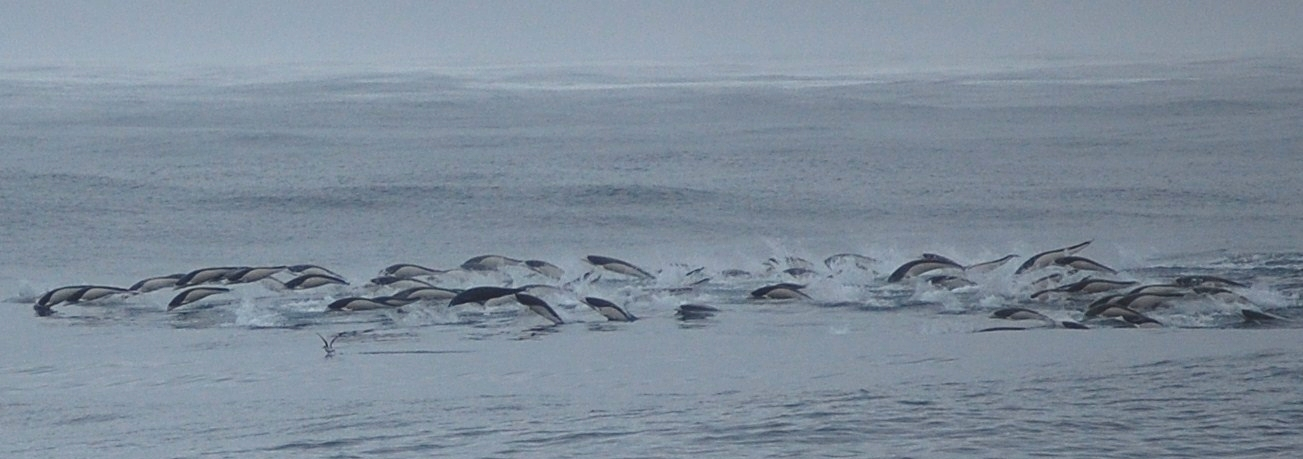
Gruppo di Lissodelphis peronii che effettua il porpoising

Alcuni cetacei quando sono spaventati, o semplicemente quando nuotano veloci, possono fare dei salti lunghi e bassi, rientrando generalmente in acqua in modo deciso ma con grazia; a volte, se si sentono in pericolo, si lasciano ricadere sul ventre o colpiscono l'acqua con un fianco. Questo comportamento si chiama porpoising.

## Bowriding

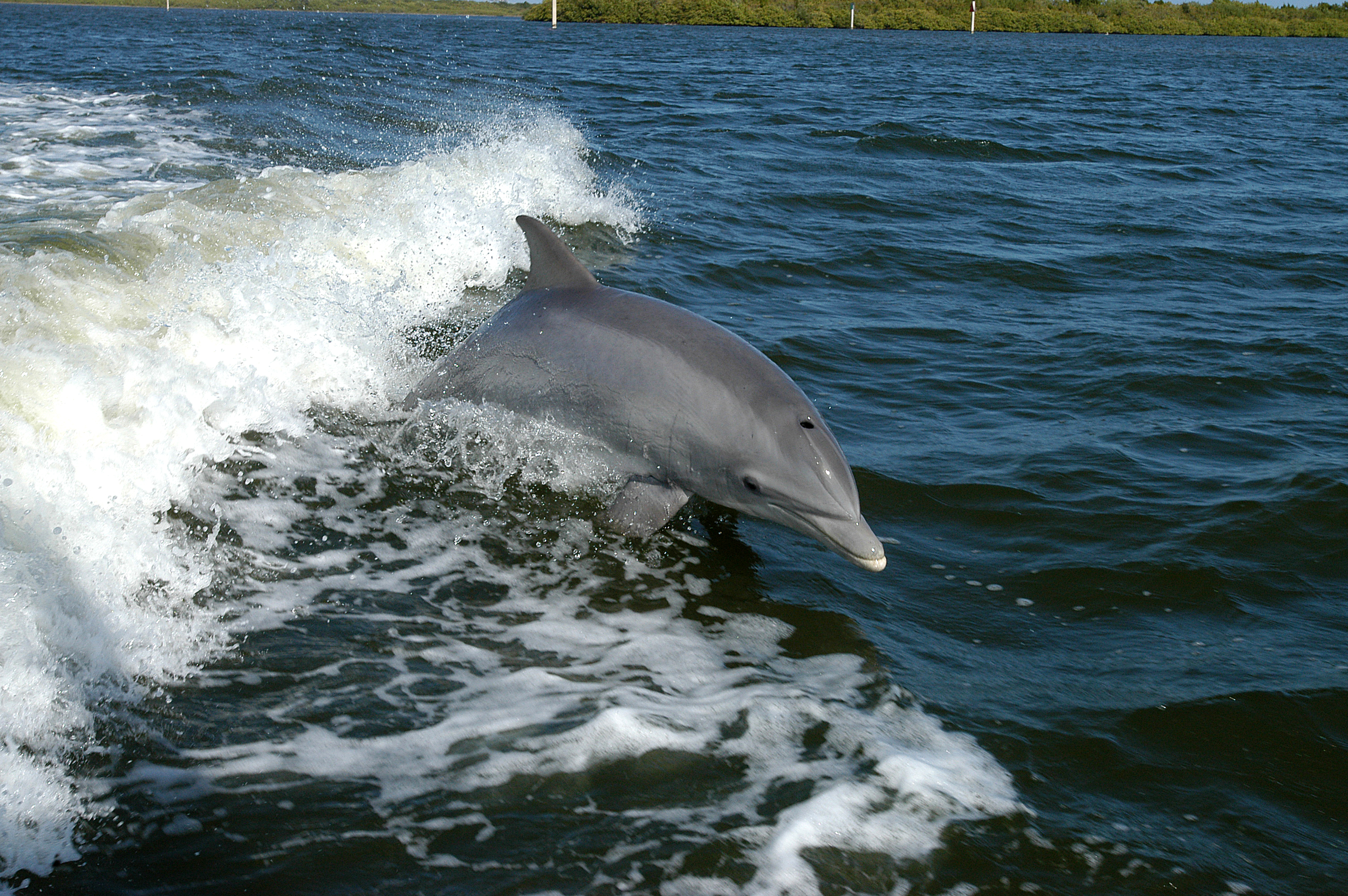
Tursiops truncatus che effettua il bowriding, "cavalcando" le onde lasciate da una barca

Il bowriding è un comportamento che consiste nel "cavalcare" le onde generate dalle prue delle imbarcazioni o dalla testa delle grandi balene e balenottere. È praticato soprattutto dai delfinidi.

## Tailspinning

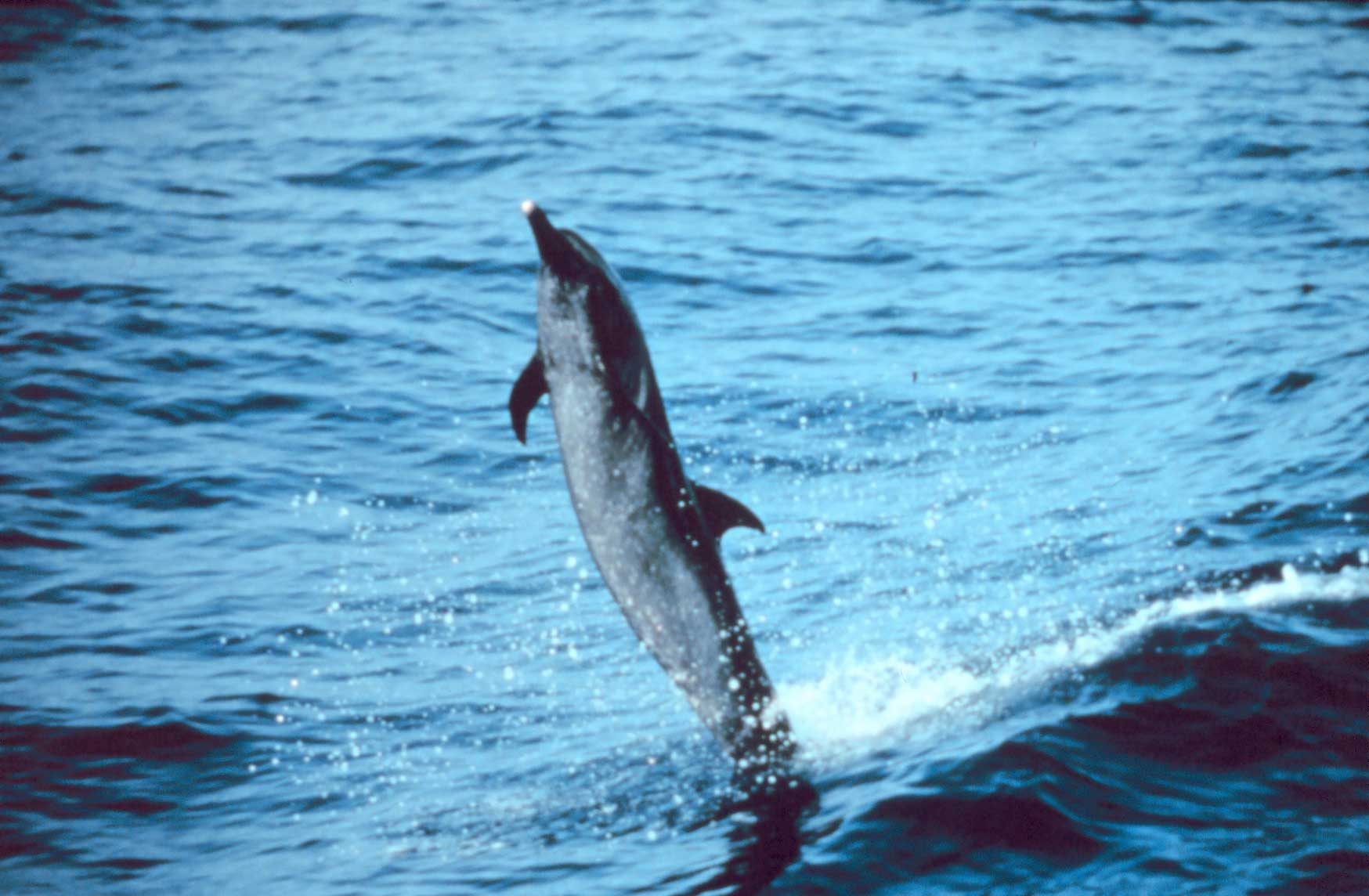
Stenella attenuata mentre effettua il tailspinning

Il tailspinning consiste nel "camminare" all'indietro sull'acqua, utilizzando la pinna caudale come perno. Questo comportamento, tipico anch'esso dei delfinidi, è spesso utilizzato dagli addestratori nei delfinari, ma viene eseguito dagli animali anche nel loro ambiente naturale.